# Frank Marsh (Politiker)
Frank I. Marsh (* 27. April 1924 in Norfolk, Madison County, Nebraska; † 10. März 2001 in Lincoln, Nebraska) war ein US-amerikanischer Politiker. Zwischen 1971 und 1975 war er Vizegouverneur des Bundesstaates Nebraska.

## Werdegang
Frank Marsh besuchte die öffentlichen Schulen seiner Heimat und studierte danach an der University of Nebraska. Während des Zweiten Weltkrieges war er Infanterist in der United States Army. Dann arbeitete er als Teilzeitlehrer und Bauunternehmer. Politisch schloss er sich der Republikanischen Partei an. Er wurde Mitglied zahlreicher Organisationen und Vereinigungen auf Bundes- und Staatsebene. Zwischen 1953 und 1971 bekleidete er das Amt des Secretary of State von Nebraska, das auch schon sein gleichnamiger Vater zwischen 1926 und 1932 sowie von 1940 bis 1951 innehatte.
1970 wurde Marsh an der Seite von J. James Exon zum Vizegouverneur seines Staates gewählt. Dieses Amt bekleidete er zwischen 1971 und 1975. Dabei war er Stellvertreter des Gouverneurs und formaler Vorsitzender der Nebraska Legislature. Zwischen 1975 und 1981 sowie nochmals von 1987 bis 1991 war er als State Treasurer Finanzminister von Nebraska. Er starb am 10. März 2001 in Lincoln. Frank Marsh war mit Shirley McVicker verheiratet, mit der er sechs Kinder hatte. Seine Frau war zeitweise Mitglied der Nebraska Legislature.